# 亞塞拜然基督教
亞塞拜然基督教（Christianity in Azerbaijan）是少數宗教。估計有 280,000 至 450,000 (3.1%-4.8%) 的亞塞拜然基督徒主要是俄羅斯和格魯吉亞東正教和亞美尼亞使徒教會。還有一個小的新教基督教社區，主要來自穆斯林背景。